# NGC 1315
NGC 1315 este o galaxie lenticulară situată în constelația Eridanul. A fost descoperită în 13 noiembrie 1835 de către John Herschel. Se află la o distanță de 12,08 megaparseci de Pământ.